# Jens Christian Dammann
Jens Christian Dammann (* 1973) ist ein deutscher Jurist.

## Leben
Er studierte an der University of Texas at Austin (Ph.D. 2018, M.A. 2017), an der Yale Law School (J.S.D. 2003, LL.M. 2001) und Goethe-Universität (Habilitation 2005, Dr. jur. 2004, erstes Staatsexamen 1997). Er lehrt an der University of Texas School of Law (Ben H. & Kitty King Powell Chair in Business and Commercial Law seit 2018, William Stamps Farish Professor in Law seit 2010, Assistant Professor 2005–2010).
Seine Forschungsschwerpunkte sind Gesellschaftsrecht, EU-Recht, Verträge und Rechtsvergleichung.

## Schriften (Auswahl)
- Die Grenzen zulässiger Diskriminierung im allgemeinen Zivilrecht. Berlin 2005, ISBN 3-428-11771-9.
- Materielles Recht und Beweisrecht im System der Grundfreiheiten. Tübingen 2007, ISBN 978-3-16-149340-9.
- mit Wolfgang Grunsky und Thomas Pfeiffer (Hg.): Gedächtnisschrift für Manfred Wolf. München 2011, ISBN 978-3-406-61577-1.
- Introduction to European Union law. Cases and materials. St. Paul 2019, ISBN 978-1-64242-921-3.